# VV Zwartemeer in het seizoen 1961/62
Het seizoen 1961/1962 was het zevende jaar in het bestaan van de Klazienaveense betaaldvoetbalclub Zwartemeer. De club kwam uit in de Tweede divisie en eindigde daarin op de achtste plaats. Tevens deed de club mee aan het toernooi om de KNVB beker, hierin werd de club in de eerste tussenronde, na strafschoppen, uitgeschakeld door GVAV (2–2).

## Wedstrijdstatistieken

### Tweede divisie
|       | Baronie | EDO   | De Graafschap | Helmondia '55 | LONGA | N.E.C. | Oldenzaal | PEC   | RCH   | Roda Sport | Tubantia | UVS   | Velox | Zwolsche Boys |
| ----- | ------- | ----- | ------------- | ------------- | ----- | ------ | --------- | ----- | ----- | ---------- | -------- | ----- | ----- | ------------- |
| Thuis | 1 – 0   | 3 – 0 | 1 – 0         | 2 – 2         | 2 – 1 | 4 – 3  | 1 – 2     | 1 – 2 | 0 – 1 | 0 – 2      | 0 – 0    | 1 – 0 | 1 – 2 | 2 – 1         |
| Uit   | 1 – 2   | 0 – 0 | 2 – 1         | 3 – 1         | 0 – 1 | 5 – 0  | 2 – 0     | 1 – 3 | 1 – 1 | 1 – 0      | 1 – 1    | 2 – 0 | 5 – 3 | 1 – 2         |

### KNVB beker
| 1e ronde                                                | Velocitas              | 2 – 3 (2 – 2, 2 – 1) Na verlenging    | Zwartemeer                    |
| 21 oktober 1961 Plaats: Groningen Stadspark             | Postema 23' Henk Smit  |                                       | 37', 88', 103' Tinus Weering  |
| 2e ronde                                                | Veendam                | 0 – 1 (0 – 1)                         | Zwartemeer                    |
| 31 maart 1962 Plaats: Veendam De Langeleegte            |                        |                                       | 30' Willy Hoogenberg          |
| 3e ronde                                                | Heerenveen             | 1 – 2 (1 – 1, 0 – 1) Na verlenging    | Zwartemeer                    |
| 28 april 1962 Plaats: Heerenveen Gemeentelijk Sportpark | Sikke Venema 28'       |                                       | 60' Hans Kalter 114' Jan Smit |
| Tussenronde                                             | GVAV                   | 2 – 2 (2 – 2, 1 – 2) Na strafschoppen | Zwartemeer                    |
| 23 mei 1962 Plaats: Groningen Oosterpark                | Klaas Nuninga 20', 52' |                                       | –', –' Jan Smit               |

## Statistieken Zwartemeer 1961/1962

### Eindstand Zwartemeer in de Nederlandse Tweede divisie 1961 / 1962
| Stand | Gespeeld | Gewonnen | Gelijk | Verloren | Punten | Doelpunten voor | Doelpunten tegen |
| ----- | -------- | -------- | ------ | -------- | ------ | --------------- | ---------------- |
| 8e    | 28       | 11       | 5      | 12       | 27     | 34              | 41               |

### Topscorers
| #              | Naam                     | Goal |
| -------------- | ------------------------ | ---- |
| 1.             | Tonny Roosken            | 9    |
| 2.             | Jan Smit                 | 7    |
| 3.             | Gerard Lippold           | 6    |
| 4.             | Job Drent                | 2    |
| 4.             | Willy Hoogenberg         | 2    |
| 4.             | Hans Kalter              | 2    |
| 4.             | Tinus Weering            | 2    |
| 8.             | Hayo de Hoop             | 1    |
| 8.             | Frank Mijnals            | 1    |
| 8.             | Harrie Wiegerink         | 1    |
| Eigen doelpunt |                          |      |
| –              | Frans van de Ven (LONGA) | 1    |
| Totaal         | Totaal                   | 34   |

| #      | Naam             | Goal |
| ------ | ---------------- | ---- |
| 1.     | Jan Smit         | 3    |
| 1.     | Tinus Weering    | 3    |
| 3.     | Willy Hoogenberg | 1    |
| 3.     | Hans Kalter      | 1    |
| Totaal | Totaal           | 8    |

## Voetnoten
Baronie · EDO · De Graafschap · Helmondia '55 · LONGA · N.E.C. · Oldenzaal · PEC · RCH · Roda Sport · Tubantia · UVS · Velox · Zwartemeer · Zwolsche Boys